# C.O.W.L.
C.O.W.L. — серия комиксов, которую в 2014—2015 годах издавала компания Image Comics.

## Синопсис
Серия повествует о заглавной организации. Это профсоюз супергероев, в котором разочаровались простые люди. Сейчас они охотятся за последним опасным злодеем, чтобы вернуть веру людей. Действие происходит в Чикаго 1960-х годов.

## История создания
Идея зародилась с шутки, когда Хиггинс работал в компании Accurate Dispersions. Он пошутил, что супергероям нужен профсоюз, и это рассмешило его коллегу. Хиггинс был рад работать с Рейсом. В интервью для Comic Vine он говорил: «…за последние пару лет мы потратили много времени на изучение рабочего движения и профсоюзов на протяжении всей истории, разрабатывая правила C.O.W.L. и то, как эта организация функционирует в городе Чикаго». Общаясь с журналистом из ComicsAlliance, Хиггинс сравнил свою работу с телесериалами «Безумцы» и «Прослушка». В другом интервью он признавался, что непросто давать оригинальные имена новым героям и злодеям.

## Коллекционные издания
| Название                    | Тип            | Дата выхода     | Собранный материал | Кол-во страниц | ISBN                       | Предполагаемый объём продаж (первый месяц) |
| --------------------------- | -------------- | --------------- | ------------------ | -------------- | -------------------------- | ------------------------------------------ |
| Vol. 1: Principles of Power | Мягкая обложка | 29 октября 2014 | C.O.W.L. #1-5      | 128            | 978-1632151117, 1632151111 | 2 753, позиция в Северной Америке — 33     |
| Vol. 2: The Greater Good    | Мягкая обложка | 26 августа 2015 | C.O.W.L. #7-11     | 128            | 978-1632153265, 1632153262 | 1 438, позиция в Северной Америке — 81     |

## Отзывы
На сайте Comic Book Roundup серия имеет оценку 8,2 из 10 на основе 105 рецензий. Миган Дамор из Comic Book Resources посчитала, что «в основе этого комикса лежит превосходная концепция». Дэвид Пепос из Newsarama дал первому выпуску 5 баллов из 10 и написал, что в нём нет повода переживать за персонажей. Лилит Вуд с того же портала поставил дебюту оценку 7 из 10 и отметил, что Чикаго в нём получился хорошо. Таффета Дарлинг из Comics Bulletin присвоил первому выпуску 3 звезды с половиной из 5 и сказал, что будет следить за серией, «если сюжет не станет плоским». Тони Герреро из Comic Vine вручил дебюту 5 звёзд из 5 и не отметил в нём никаких минусов.